# Армашоаја (Васлуј)
Армашоаја (рум. Armășoaia) насеље је у Румунији у округу Васлуј у општини Пунђешти. Oпштина се налази на надморској висини од 161 m.

## Становништво
Према подацима из 2002. године у насељу је живело 634 становника, од којих су сви румунске националности.